# ماریا رزاریا روئیتسی
ماریا رُزاریا روئیتسی (ایتالیایی: Maria Rosaria Riuzzi؛ زادهٔ ۱ فوریهٔ ۱۹۵۷) بازیگر اهل ایتالیا است.
از فیلم‌هایی که وی در آن‌ها نقش داشته است، می‌توان به سوبروله… دختر اهل رومانیولا، انتقام امانوئل، همسر باکره، سالن کیتی و نگاره‌هایی در یک صومعه اشاره نمود.